# Tahaa (comune)
Tahaa (in tahitiano: Tahaʻa) è un comune francese della Polinesia francese nelle Isole Sottovento.
Si estende sull'omonima isola per una superficie complessiva di 90,2 km². La popolazione, secondo il censimento del 2007, ammonta a 5.003 persone.
Il comune di Tahaa è suddiviso amministrativamente negli otto comuni associati di Iripau (capoluogo Patio), Niua (capoluogo Poutoru), Ruutia (capoluogo Tiva), Haamene, Hipu, Faaaha, Vaitoare, Tapuamu.
Attuale sindaco di Tahaa è Emma Maraea.